# Marzagão
Marzagão es una freguesia portuguesa del municipio de Carrazeda de Ansiães, con 16,56 km² de superficie y 320 habitantes (2001). Su densidad de población es de 19,3 hab/km².